# Jovice
Jovice é um município da Eslováquia, situado no distrito de Rožňava, na região de Košice. Tem 10,08 km² de área e sua população em 2018 foi estimada em 744 habitantes.

## Demografia
| Ano:        | 1994 | 2004    | 2014   | 2024   |
| ----------- | ---- | ------- | ------ | ------ |
| Broj ljudi: | 612  | 695     | 761    | 820    |
| Razlika:    |      | +13,56% | +9,49% | +7,75% |

| Ano:               | 2023 | 2024   |
| ------------------ | ---- | ------ |
| Número de pessoas: | 798  | 820    |
| Diferença:         |      | +2,75% |